# Pave Celestin 5.
Pave Celestin 5. (født ca. 1215, død 19. maj 1296 på slottet Fumone i Ferentino) var pave i knap et halvt år til sin abdikation 13. december 1294. Hans døbenavn var Pietro Angelerio. Han blev kåret til helgen 5. maj 1313 af pave Clemens 5. i Avignon efter pres fra kong Filip den Smukke af Frankrig i hans vendetta mod pave Bonifatius 8. Celestin blev erklæret hellig som bekender - ikke som martyr for Bonifatius' gerninger, som kong Filip havde ønsket. Celestins festdag blev fejret 19. maj fra 1668 til 1969.

## Liv og virke
Pietro Angelerio var søn af fattige forældre: Angelo Angelerio og Maria Leone. Hans fødselsdato og fødested har været omtvistet. Ifølge overleveringen blev han født i 1215 i Sant'Angelo Limosano i provinsen Molise, men nyere forskning angiver 1209 og byerne Isernia eller Santa Maria del Molise. Han var det 11. af 12 børn.

### Munk og præst
Pietro sluttede som ung til benediktinerordenen, men flyttede omkring 1231 til en hule, hvor han holdt til i tre år som eremit. Som munk var han kendt for sin strenge askese og efter at være præsteviet i Rom, trak han sig mellem 1235 og 1240 tilbage til en hule i Monte Morrone ved Sulmona og senere til et endnu mere afsondret område. Han blev stadig opsøgt af disciple, og til sidst dannede de et kloster, som i 1259 fik biskoppens tilladelse til at bygge kirken Santa Maria ved foden af Monte Morrone. Pietro, som havde fået tilnavnet "af Morrone", tog cistercienserordenen som sit forbillede og kaldte sine eneboere "Brødre af den Hellige Ånd". Hans orden blev godkendt af pave Urban 4. i juni 1263 som underordnet benediktinerordenen. Senere kaldte den sig "celestinerne", og havde tilknytning til de radikale franciskanere kaldt "spiritualerne". Franciskanerordenens eremitter tog senere navn efter ham, Pauperes eremitæ Domini Celestine.
Pietro ønskede at sikre sin bevægelse mod biskoppens indblanden og gik derfor til fods til Lyon i 1274. Han nåede frem lige efter et stort kirkemøde, og pave Gregor 10. anerkendte Pietros klosters ejendomme og bevægelsens indlemmelse i benediktinerordenen. Pietros kloster bandt sig til Benedikt af Nurcias klosterregler og udgjorde en slags tredjeorden for lægfolk.

### Pavevalget
Efter pave Nikolaus 4.s død i april 1292 stod pavestolen tom i 27 måneder. De tolv kardinaler samledes for at udnævne den næste pave, men fik ikke 2/3 flertal. Det skyldtes modsætninger mellem de to familier Orsini og Colonna, der stod fast ved hver sin kandidat. Pave Nikolaus havde været en Orsini, og familien ville ikke sådan lade pavestolen glide sig af hænde - selv om Colonna-familien var besluttet på at overtage den. Begge familier lagde pres på de uafhængige kardinaler, der ikke turde at støde nogen af familierne, som begge var kendt  for drab og snigmord i Roms gader.
Familien Colonna holdt sig i Rom og prøvede at gennemføre et pavevalg på egen hånd; men til sidst nåede kardinalerne enighed om at træde sammen i Perugia 18. oktober 1293. Det kom der heller ikke noget ud af. I marts 1294 ankom kong Karl 2. af Sicilien og Neapel for at bekræfte en hemmelig aftale, han havde indgået med Jakob 2. af Aragonien om, at Jakobs bror Fredrik skulle trække sig tilbake fra Sicilien. Den aftale ville kardinalerne ikke godkende, men kong Karl forsøgte at sætte fart i pavevalget ved at foreslå en liste på fire kandidater op.
Det førte heller ikke til noget, men efter hans afrejse kom det til uro i Rom i maj og juni og kampe i Orvieto-regionen. Da kardinalerne trådte sammen igen 5. juli, fortalte kardinal Latino Malabranca dem, at der var kommet et brev fra den fromme eremit Pietro af Morrone, hvor han truede dem med Guds straffedom, hvis yderligere forsinkelser satte kirken i fare. Selv om Malabranca tilhørte Orsini-familien, var han også meget from, og tog nu til orde for at få Pietro til pave. De andre kardinaler var efterhånden helt udkørte, så Malabranca fik 2/3 stemmer for sit forslag; i løbet af dagen kom det til enstemmighed. Måske har det også medvirket, at man i 1200-tallet havde et håb om en "englepave", en helgen på jord, og at kardinalerne havde en listig forventning om at kunne styre den livsfjerne huleboer, som det passede dem. Samtidens apokalyptiske strømninger har utvivlsomt bidraget til valget, for Joachim af Fiore og hans følgere lagde vægt på munkevæsen og eneboere som en vej til verdens frelse. Det mystiske grundlag for Joachims lære var en søgt tolkning af Johannes' åbenbaring 14:6 om et "evigt evangelium": "Jeg så endnu en engel flyve midt oppe under himlen; den havde et evigt evangelium at forkynde for dem, der bor på Jorden, og for alle folkeslag og stammer, tungemål og folk." Ifølge denne er der tre tidsaldre i verden, tilsvarende treenighedens tre dele. I den første periode regerede Gud, en streng far som i Det gamle testamente; så blev den skjulte visdom åbenbaret af Kristus; en tredje periode er undervejs, den Hellige Ånds tidsalder, hvor universel kærlighed vil forvandle verden. Joachim af Fiore anså, at den anden tidsalder nærmede sig sin afslutning, og at den tredje, som også Benedikt af Nurcia forventede, ville begynde efter en katastrofe, han havde beregnet til ca. 1260. Derefter ville vestkirken og østkirken forenes i det nye åndelige kongedømme; jøderne ville omvendes, og evangelierne herske til verdens ende.
Ved månedens slutning rejste et følge af kardinaler til Abruzzi for at finde den nye pave. Kardinal Giacomo Gaetani Stefaneschi beskrev episoden i digtet Opus Metricum. Efter at have klatret op ad Monte Morrone på gedestier fandt de omsider en hule med en skægget, afmagret, forskrækket gammel mand. Han må have taget dem for et af de syner, han var plaget af. Da dokumentet om hans udnævnelse til pave blev lagt i hans hænder, prøvede han at flygte, men blev ærbødigt holdt tilbage. Til sidst blev han overtalt til at tro, at udnævnelsen var efter Guds vilje, og 25. juli 1294 red han ind i L'Aquila efter eget ønske på et æsel med kong Karl 2. på den ene side og dennes søn Karl Martell på den anden. I L'Aquila blev Pietro iført den røde pavekappe og indviet til biskop af Rom i kirken Santa Maria di Colmaggio, hvor han blev kronet til pave 29. august under navnet Celestin 5. Kardinalerne havde foretrukket Perugia eller Rieti, men Karl 2. ville have ceremonien på sit territorium.

### Pavetid
Pave Celestin ville slet ikke til Rom. I stedet bosatte han sig i Napoli, hvor der blev indrettet en celle for ham i det afsondrede Castel Nuovo. Her kunne han fordybe sig i bøn. Han havde så ringe en uddannelse, at der i konsistoriet måtte tales italiensk i stedet for latin. Da paven manglede både administrativ og juridisk indsigt, skabte han også et kaos i den daglige administration, hvor han udstedte privilegier i strid med kirkeretten og tildelte mere end én ansøger det samme embede. Han tjente som en ren marionet for Karl 2., og da tolv nye kardinaler skulle udnævnes, accepterede han godtroende Karls kandidater, hvoraf syv var franskmænd og to celestinere. Han viste kun eget initiativ, når der var tale om at skænke privilegier til sin egen bevægelse (han planlagde ovenikøbet at inkorporere store benediktinske abbedier som Monte Cassino i den) og beskytte franciskanerspiritualisterne. Da advent nærmede sig, håbede han at kunne trække sig tilbage til faste og bøn, mens styret af kirken blev overladt til tre kardinaler. Det gik de ikke med på, og Celestin blev for alvor bekymret for sin sjæls frelse. Franciskaneren Jacopone da Todi advarede ham også mod det vanstyre, der løb løbsk, fordi han ikke havde kræfter til at passe på. Celestin konsulterede kardinal Benedetto Caëtani, den senere pave Bonifatius 8., og en ekspert i kirkeret, om muligheden for at abdicere. Flere paver havde gjort det samme; men Celestin var den første, der frivilligt trak sig, og den sidste, der abdicerede før pave Benedikt 16.s abdikation i 2013.

### Fratræden fra pavestolen
Pietros håb var at vende tilbage til eremittilværelsen på Monte Morrone. Men den næste pave - ingen ringere end Benedetto Caëtani - nedlagde forbud. Bonifatius 8.s modstandere ville ikke anerkende valget, så han frygtede, at de kunne finde på at sætte den føjelige Pietro op som modpave. Den gamle blev sat under bevogtning. Han forsøgte at flygte til Grækenland via Apulia, men blev forhindret af folkemængden, der stimlede sammen og holdt ham for hellig. Under arrest blev han ført til Anagni. Undervejs blev han tiljublet af befolkningen. Det bestyrkede Bonifatius 8.s frygt for selv at blive styrtet. Han beordrede derfor Pietro indespærret i tårnet på borgen Fumone i juli 1295. Han blev behandlet med respekt af sine vogtere. "Jeg ønskede intet andet i verden end en celle," sagde han selv, "og en celle har de givet mig."
Mistanke rettede sig dog snart mod pave Bonifatius, der så belejligt var blevet af med sin forgænger. Snart forlød det, at han havde benyttet sig af Celestins godtroenhed til at installere et talerør ind i hans værelse, og derigennem hver nat have hvisket sin opfordring til den naive sjæl om at fratræde som pave og fået den gamle til at tro, at han hørte Guds røst. Fem måneder efter sin abdikation døde ekspaven i Castel Fumone af en betændelse, forårsaget af en byld. Han var først gravlagt i Ferentino, men i 1317 blev hans jordiske rester overført til Santa Maria di Colmaggio, hvor han blev kronet til pave.

## Nye undersøgelser
Pave Benedikts fratræden i 2013 vakte interesse for Celestins abdikation, og hans skelet blev hentet frem til undersøgelse. Tidligere var det udstillet i kirken - besynderligt nok med en brun voksmaske over ansigtet, som ikke viste hans egne ansigtstræk, men derimod kardinal Carlo Confalonieris (1893-1986) ansigt. Nu valgte man at rekonstruere Celestins ansigt, og lavede en sølvmaske af det. Videre undersøgelser viste, at Celestin led af kronisk bihulebetændelse, leddegigt i lænden og skader efter at have slidt i en ung alder. Et hul i hans hovedskal blev set som en bekræftelse på rygtet om, at Bonifatius 8. havde fået ham dræbt ved at drive et søm ind i hans hoved; men hullet kan med sikkerhed siges at være fremkommet efter hans død, sandsynligvis ved den stadige omflytten af hans levninger. I dag fremvises han dækket af et paveligt skrud, skænket af Benedikt 16.